# 安贡 (阿拉斯加州)
安贡（英語：Angoon），是美国阿拉斯加州的一座城市。该市的人口在2000年为572人，2010年有459人。人口在阿拉斯加州排行第63。